# Großer und Kleiner Rat der Republik Genua
Der Große und Kleine Rat waren zwei politische Gremien der Republik Genua, die nach der Reform der Stadtverwaltung durch Andrea Doria im Jahr 1528 geschaffen wurden.

## Reformen von 1528

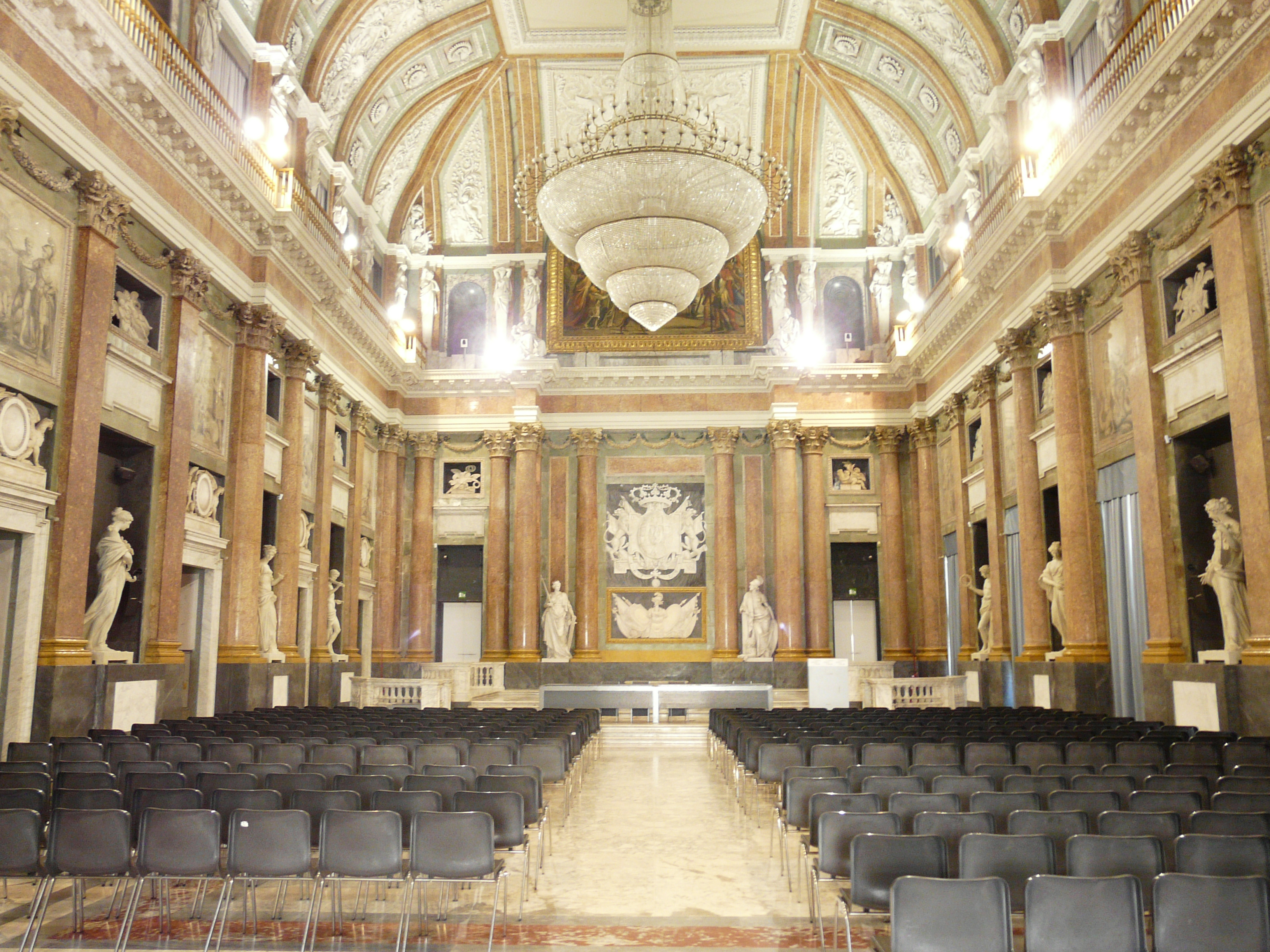
Saal des Großen Rates

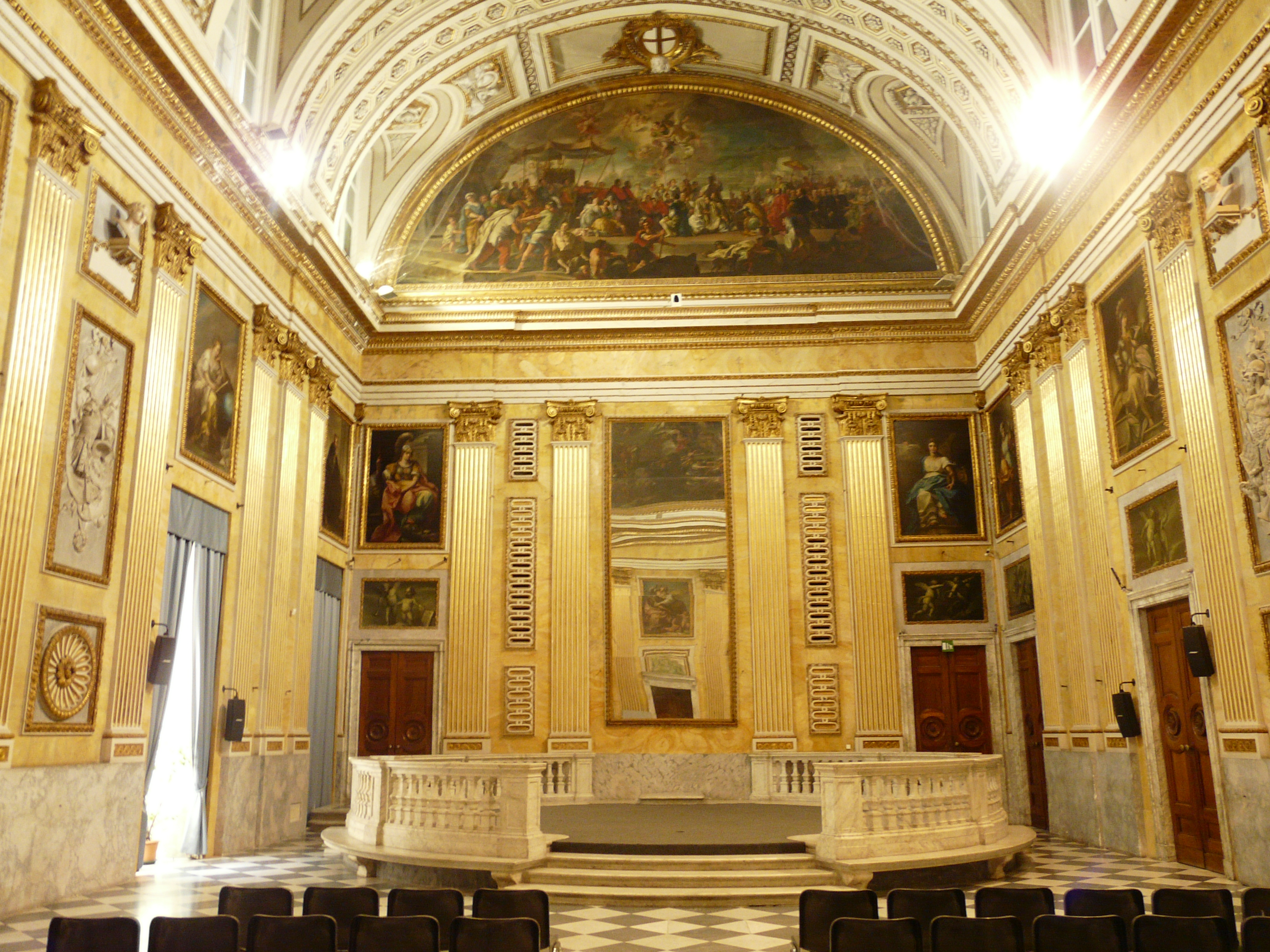
Saal des Kleinen Rates

Ende 1528, nachdem er die Franzosen unter Franz I. durch ein Bündnis mit Kaiser Karl V. aus Genua vertrieben hatte, beauftragte Andrea Doria zwölf Reformatoren mit der Durchführung einer Regierungsreform der Republik Genua. Zunächst wurde das System der Alberghi, der Familienverbände der Stadt, geändert, indem ihre Zahl auf 28 erhöht und zu den 23 des alten Adels (Calvi – Cattaneo – Centurione – Cibo – Cicala – Doria – Fieschi – Gentile – Grillo – Grimaldi – Imperiale – Interiano – Lercari – Lomellini – De Marini – Di Negro – Negrone – Pallavicino – Pinelli – Salvago – Spinola – Usodimare – Vivaldi, früher in San Luca versammelt) fünf Familienverbände bürgerlichen Ursprungs hinzufügte (Giustiniani, Promontorio, Sauli, Defranchi und Fornari, die sich in der Nähe von San Pietro in Banchi versammelten und deshalb Nobiltà Nuova oder von San Pietro genannt wurden). Die Namen der Mitglieder dieser Logen wurden im Liber Nobilitatis Genuensis festgehalten, und die Vertreter der Regierung der Republik wurden aus ihrer Mitte gewählt.

## Großer und Kleiner Rat
Aus allen in das Adelsbuch Eingetragenen wurden 400 Mitglieder ausgelost, die den Maggior (oder Großen) Rat der Republik bildeten, der im Hauptsaal des Dogenpalastes tagte.

Aus den Mitgliedern des Maggior Consiglio wurden wiederum die 100 Vertreter des Minor Consiglio ausgelost. Im Palazzo Pubblico verfügte er über zwei Säle, den so genannten „Sommerrat“, der nach Norden ausgerichtet war und in den wärmeren Monaten genutzt wurde, und den so genannten „Winterrat“, der dank seiner südlichen Ausrichtung in den Wintermonaten eine bessere Temperatur aufwies.

Die Amtszeit der Mitglieder beider Räte betrug ein Jahr.
Durch ein kompliziertes System von Nominierungen und Auslosungen wurde eine kurze Kandidatenliste erstellt, aus welcher die Mitglieder des Großen Rates durch Abstimmung den neuen Dogen bestimmten. Der Doge, der für zwei Jahre im Amt war, stand einem Rat von acht Senatoren vor, der über legislative Befugnisse verfügte. Ihm zur Seite stand ein zweiter Rat von acht Prokuratoren, die über finanzielle Befugnisse verfügten. Ihnen zur Seite stand der Magistrato dei Supremi Sindacatori, dessen Aufgabe es war, die Einhaltung der Gesetze durch den Dogen, die Mitglieder der Räte und andere Beamte der Republik zu überwachen.
Nach der Verschwörung von Gianluigi Fieschi verkündete Andrea Doria 1547 die so genannte „Garibetto-Reform“ (die darauf hinweist, dass es sich um eine Reform „mit Gnade“ handelte, welche die vorherige nur teilweise abänderte), durch welche die Macht der neuen Adligen volkstümlicher Herkunft zum Vorteil des alten Adels eingeschränkt wurde. Demnach sollten 300 Mitglieder des Großen Rates aus den Adelslisten ausgelost und die übrigen 100 in geheimer Wahl gewählt werden, während alle 100 Mitglieder des Kleinen Rates in geheimer Wahl aus den Reihen der in den Großen Rat Gewählten gewählt werden sollten.
Eine neue Änderung der Kriterien für die Wahl der beiden Räte und der hohen politischen Ämter erfolgte 1576 mit den Gesetzen von Casale oder leges novae: Von nun an sollten die Mitglieder des Großen und des Kleinen Rates von einer Kommission aus dreißig Personen gewählt werden, die vom scheidenden Kleinen Rat bestimmt wurde, während die acht Senatoren und Prokuratoren aus einer Liste von 120 Namen ausgelost werden sollten. Dieses Wahlsystem wurde mit wenigen Abweichungen bis zur Ankunft Napoleons im Jahr 1797 beibehalten.